# Pisa Book Festival
Il Pisa Book Festival è una manifestazione italiana dedicata all'editoria indipendente. La rassegna si svolge ogni anno a Pisa, in Toscana, tra la fine di settembre e i primi di ottobre.

## Storia
Nato nel 2003, il Pisa Book Festival è andato crescendo come importanza di edizione in edizione. È stata la prima fiera in Italia a porre l'accento sull'indipendenza del marchio editoriale.
A partire dal 2004, il festival ha ospitato un paese straniero, accendendo i riflettori sulla sua cultura e letteratura. Si sono succeduti Ucraina, Romania, Svizzera italiana, Norvegia, Belgio, Portogallo, Francia, Paesi Bassi, Germania, Scandinavia, Scozia, Irlanda e Finlandia nel 2017.
All'interno del festival si tengono varie rubriche, tra cui Grandi Ospiti, Pisa Book Junior, Focus Storia, Focus Poesia, Made in Tuscany e Leggere a Scuola. Nel 2021 sono nati i Pisa Book Translation Awards (premio dedicato alla letteratura in traduzione), organizzati in collaborazione con il Dipartimento di Filologia, Letteratura e Linguistica dell'Università di Pisa.

## Ospiti italiani delle passate edizioni
- Carmine Abate
- Milena Agus
- Remo Bodei
- Marco Balzano
- Lina Bolzoni
- Patrizia Caraveo
- Francesco Carofiglio
- Giancarlo Caselli
- Cristiano Cavina
- Vincenzo Cerami
- Teresa Ciabatti
- Ettore Cinnella
- Paolo Cognetti
- Mauro Corona
- Serena Dandini
- Maurizio De Giovanni
- Duccio Demetrio
- Roberto Denti
- Paolo Di Paolo
- Beppino Englaro
- Chiara Francini
- Marcello Fois
- Roberto Giacobbo
- Margherita Hack
- Roberto Innocenti
- Gad Lerner
- Marino Magliani
- Nada Malanima
- Marco Malvaldi
- Dacia Maraini
- Alessandro Mari
- Dario Marianelli
- Luciano Marrocu
- Renato Minore
- Tomaso Montanari
- Gianni Mura
- Michela Murgia
- Edoardo Nesi
- Carlo Ossola
- Arturo Paoli
- Tuono Pettinato
- Paolo Poli
- Massimo Polidoro
- Adriano Prosperi
- Armando Punzo
- Francesco Recami
- Luca Ricci
- Bobo Rondelli
- Marco Santagata
- Vanni Santoni
- Federico Maria Sardelli
- Guido Scarabottolo
- Tiziano Scarpa
- Flavio Soriga
- Mario Spezi
- Sergio Staino
- Salvatore Striano
- Benedetta Tobagi
- Giorgio Todde
- Bruno Tognolini
- Emanuele Trevi
- Alessandro Vanoli
- Sandro Veronesi
- Marco Vichi
- Virginiana Miller

## Ospiti stranieri delle passate edizioni
- Carlos Manuel Álvarez
- Jan Peter Bremer
- José Eduardo Agualusa
- Jan Peter Bremer
- Jan Brokken
- Luís Cardoso
- José Castello
- Pablo d'Ors
- Régis de Sá Moreira
- Annie DeWitt
- Peter Drehmanns
- Catherine Dunne
- Almeida Faria
- Joseph Farrell
- Dominique Fernandez
- Claudiu Florian
- Philippe Forest
- Matthias Frings
- Yasmine Ghata
- Radu Pavel Gheo
- Johan Harstad
- Clare Hunter
- Stavros Katsanevas
- Andrej Kurkov
- Tuomas Kyrö
- Ernest van der Kwast
- Xia Jia
- Jo Lendle
- Fouad Laroui
- Björn Larsson
- Minna Lindgren
- Rosa Liksom
- Erlend Loe
- Dan Lungu
- Helder Macedo
- Rosa Montero
- Kjell Ola Dahl
- Karl Olsberg
- José Ovejero
- Riikka Pulkkinnen
- Dolores Redondo
- Lorenzo Silva
- Michail Pavlovič Šiškin
- Rosita Steenbeek
- Matthew Sturgis
- Eugen Uricaru
- Birgit Vanderbeke
- Dragan Velikić
- Domingo Villar
- Gao Xingjian
- Philip Waechter
- Klaus Wagenbach
- Louise Welsh
- Anna Zafesova
- Adam Zamoyski
- Maya Zankoul

## Cronistoria
| Edizione | Nome                                                               | Sede                                      | Editori | Paese ospite    |
| -------- | ------------------------------------------------------------------ | ----------------------------------------- | ------- | --------------- |
| 2003     | Festival del Libro                                                 | Stazione Leopolda                         | 56      | --              |
| 2004     | Festival del Libro                                                 | Stazione Leopolda                         | 70      | Ucraina         |
| 2005     | Pisa Book Festival                                                 | Stazione Leopolda                         | 96      | Romania         |
| 2006     | Pisa Book Festival                                                 | Stazione Leopolda                         | 110     | Repubblica Ceca |
| 2007     | Pisa Book Festival                                                 | Stazione Leopolda                         | 120     | Svizzera        |
| 2008     | Pisa Book Festival                                                 | Sede EXPO                                 | 180     | Norvegia        |
| 2009     | Pisa Book Festival                                                 | Palazzo dei Congressi - Stazione Leopolda | 160     | Belgio          |
| 2010     | Pisa Book Festival                                                 | Palazzo dei Congressi - Stazione Leopolda | 160     | Portogallo      |
| 2011     | Pisa Book Festival                                                 | Palazzo dei Congressi - Stazione Leopolda | 160     | Francia         |
| 2012     | Pisa Book Festival                                                 | Palazzo dei Congressi                     | 150     | Paesi Bassi     |
| 2013     | Pisa Book Festival                                                 | Palazzo dei Congressi                     | 150     | Germania        |
| 2014     | Pisa Book Festival                                                 | Palazzo dei Congressi                     | 160     | Svezia          |
| 2015     | Pisa Book Festival                                                 | Palazzo dei Congressi                     | 165     | Scozia          |
| 2016     | Pisa Book Festival                                                 | Palazzo dei Congressi                     | 165     | Irlanda         |
| 2017     | Pisa Book Festival                                                 | Palazzo dei Congressi                     | 165     | Finlandia       |
| 2018     | Pisa Book Festival                                                 | Palazzo dei Congressi                     | 165     | Spagna          |
| 2019     | Pisa Book Festival                                                 | Palazzo dei Congressi                     | 165     | Europa          |
| 2020     | Pisa Book Festival                                                 | Palazzo Blu (edizione online)             |         | Italia          |
| Dal 2021 | Pisa Book Festival – Il salone dell'editoria indipendente italiana | Arsenali Repubblicani di Pisa             |         |                 |